# Almásszentmihály község
Almásszentmihály község (románul: Comuna Sânmihaiu Almașului) község Szilágy megyében, Romániában. Központja Almásszentmihály, beosztott falvai Almásszentmária, Bercse.

## Népessége
A 2011-es népszámlálás adatai alapján a község népessége 1617 fő volt.